# Frittata con le rane
La frittata con le rane è un piatto tradizionale italiano, le cui origini sono contese fra la Lombardia e il Piemonte, anche registrato in Emilia-Romagna, e tipico della cucina mantovana.

## Preparazione
Pulire le rane e friggerle nell'olio. Quando sono cotte, metterle in padella aggiungendo uova battute con Parmigiano, sale, pepe e portare la frittata a cottura. A volte, la si prepara infarinando e friggendo delle rane private della testa e delle zampe. Così come ogni altra frittata, quella di rane può essere consumata calda o fredda.